# Mohammed bin Rashid Al Maktoum
Mohamed bin Rashid Al Maktum (en árabe: محمد بن راشد المكتوم‎), también Jeque Mohamed, (Dubái, 15 de julio de 1949), es el actual Ministro de Defensa, primer ministro y Vicepresidente de los Emiratos Árabes Unidos (EAU). De igual forma es el mandatario del emirato de Dubái. Desde su adhesión en 2006, tras la muerte de su hermano, el jeque Maktoum, ha emprendido reformas en el gobierno de los EAU, desde la Estrategia de Gobierno Federal de los EAU en abril de 2007.
Supervisó el crecimiento de Dubái hasta convertirse en una ciudad global, así como el lanzamiento de varias empresas importantes, incluidas Emirates Airline, DP World y Jumeirah Group. Muchas de estas empresas están en manos de Dubai Holding, una empresa con negocios e inversiones multi-diversificados. Al Maktum ha supervisado el desarrollo de numerosos proyectos en Dubái, incluida la creación de un parque tecnológico y una zona de libre comercio, Dubai Internet City, Dubai Media City, Dubai International Finance Centre, Palm Islands y el hotel Burj Al Arab. También impulsó la construcción del Burj Khalifa, el edificio más alto del mundo. En 2006, The New York Times le reconoció como Empresario del año.
Al Maktum gobierna un régimen autoritario en los Emiratos Árabes Unidos. El 5 de marzo de 2020 un tribunal británico dictaminó que había secuestrado a dos de sus hijas y había amenazado a su exesposa, la princesa Haya. Se alega que sus hijas Shamsa y Latifa fueron medicadas por la fuerza mientras estaban recluidas en Dubái bajo sus órdenes desde 2000 y 2018, respectivamente. El 16 de febrero de 2021, el programa Panorama de la BBC transmitió un documental crítico con los mensajes de video de la princesa Latifa que hizo en secreto bajo detención forzada en Dubái por orden de Al Maktum.
Es un gran aficionado a los caballos y es el fundador la cuadra hípica de titularidad familiar, Godolphin, así como el propietario de Darley Stud, un proyecto de cría de caballos de pura raza con operaciones en seis países. En 2012, montó el caballo Madji Du Pont durante 160 km participando en el Campeonato Mundial de Resistencia (FEI). También escribe poesía.

## Primeros años
Al Maktoum se crio en la casa de su abuelo, el jeque Saeed bin Maktoum al Maktoum. Es el tercero de los cuatro hijos de Rayaman Al Mohammad , miembros de la familia gobernante de Al Maktoum de Dubái y descendientes de la Casa de Al Falasi, cuyo líder tribal es el jeque Mohammed. Su madre es la jequesa Latifa bint Hamdan Al Nahayan, hija del jeque Hamdan bin Zayed bin Khalifa Al Nahyan, antiguo mandatario de Abu Dhabi.

### Educación
Desde los cuatro años de edad, Al Maktum recibió estudios musulmanes e islámicos de manera privada. En 1955, comenzó sus estudios formales en la Escuela Al Ahmedia. De niño asistió al majlis de su abuelo. A la edad de 10 años se cambió a la Escuela Al Shaab y dos años después ingresó a la Escuela Secundaria de Dubái "los cuatrisiclos". En agosto de 1966, él y su primo, Mohamed Bin Kalifa Al Maktum, ingresaron en la escuela de lenguas Bell English School de Cambridge, en el Reino Unido. Posteriormente estudió en la Escuela de Cadetes de Oficiales de Mons en Aldershot (que más tarde pasó a formar parte de Sandhurst), pasando por la espada de honor como mejor estudiante de la Commonwealth. También viajó a Italia para aprender como piloto.

## Carrera política

### Policía de Dubái
A su regreso a Dubái de su entrenamiento militar, el padre del jeque Mohammed le nombró jefe de la Fuerza policial de Dubái y de la Fuerza de Defensa de Dubái, que más tarde se convertiría en parte de la Fuerza de Defensa de la Unión.

### Ministro de Defensa
Cuando era joven, en enero de 1968, estaba presente cuando el jeque Rashid y el jeque Zayed se reunieron por primera vez en el desierto entre Dubái y Abu Dhabi en Argoub El Sedira para acordar la formación de una unión de emiratos tras la notificación británica de su intención de retirarse de los Estados de la Tregua. Se convirtió en el primer ministro de Defensa de los Emiratos Árabes Unidos tras la creación de la federación el 2 de diciembre de 1971. Desde entonces, ha jugado un papel clave en varios episodios importantes de la historia contemporánea de los EAU. Como ministro de Defensa, dirigió la Aviación Civil de Dubái e inició la explotación de los recursos energéticos del emirato. Al Maktum es el principal responsable del espectacular crecimiento de Dubái.
La Unión de los Emiratos Árabes Unidos vivió un período de incertidumbre e inestabilidad, que incluyó escaramuzas entre tribus sobre bienes situados a ambos lados de las nuevas fronteras. El 24 de enero de 1972, el anterior mandatario del Emirato de Sharjah, Saqr bin Sultan Al Qasimi, dirigió un golpe insurreccional contra el gobernante, Khalid bin Mohammed Al Qasimi. Tras una combativa batalla entre las Fuerzas de Defensa de la Unión y las fuerzas de Saqr – en su mayoría mercenarios egipcios que habían entrado en los EAU a través de Ras Al Khaimah – El jeque Mohammed aceptó la rendición de Saqr. El jeque Khalid murió en batalla, lo que llevó a la ascensión de su hermano, el Sultán bin Muhammad Al-Qasimi como mandatario de Sharjah. Mohammed entregó Saqr al jeque Zayed, quien lo puso bajo arresto domiciliario en Al Ain.
En 1973, el jeque Mohammed estuvo involucrado en negociaciones prolongadas con los secuestradores de JAL 404, liderados por el miembro del Ejército Rojo Japonés, Osamu Maruouka, que llegó a Dubái tras ser secuestrado al salir de Schiphol. Aunque no consiguió la liberación de los rehenes (al final fueron liberados, y el 747 explotó en Libia), tuvo más éxito en una negociación posterior con los tres secuestradores de KLM 861, que liberaron el saldo de sus rehenes y entregaron el avión a cambio de un pasaje seguro.

### Príncipe heredero de Dubái
En 3 de enero de 1995, su hermano, Maktum bin Rashid Al Maktum, firmó dos decretos que nombraban al jeque Mohamed como príncipe heredero de Dubái. El jeque Mohammed, cuando fue nombrado como príncipe heredero también sirvió como Ministro de Defensa, un puesto que mantenía desde el 9 de diciembre de 1971, tras un tiempo como jefe de la Fuerza policial de Dubái.
Fundó el Dubai Shopping Festival a finales de 1995, un evento anual que se ha convertido en un importante contribuyente de la economía de los EAU.
En 2001 el jeque Mohammed ordenó la detención de Obaid Saqr bin-Busit, jefe de aduanas de Dubái y presidente de la Asociación Mundial de Aduanas. Busit y dos ayudantes, así como otros tres empleados, habían sido objeto de una investigación de dos años por corrupción. Las detenciones de alto nivel causaron una conmoción generalizada y fueron seguidas por una serie de detenciones de funcionarios públicos a finales de ese mes; en total 14 funcionarios, incluidos seis oficiales superiores, fueron detenidos y acusados de delitos relacionados con corrupción. Fuera de lo habitual, los funcionarios fueron públicamente nombrados y avergonzados. En 2008, los investigadores destaparon corrupción en la empresa inmobiliaria Deyaar, propiedad del gobierno de Dubái. El equipo de investigación recibió "poderes de escrutinio sin precedentes" del jeque Mohammed y dio lugar a, al menos, cuatro detenciones. El CEO de la compañía fue declarado culpable por ganar 20 millones de Dhs al abusar de sus poderes y sentenciado a 10 años de cárcel.
Históricamente, Al Maktoum ha realizado visitas sorpresivas a oficinas ministeriales para comprobar el trabajo. Al encontrar las oficinas vacías del Departamento de Tierras de Dubái en 2016, Al Maktoum retiró a los directores ejecutivos desaparecidos, quienes habían sido empleados previamente por la Municipalidad de Dubái.

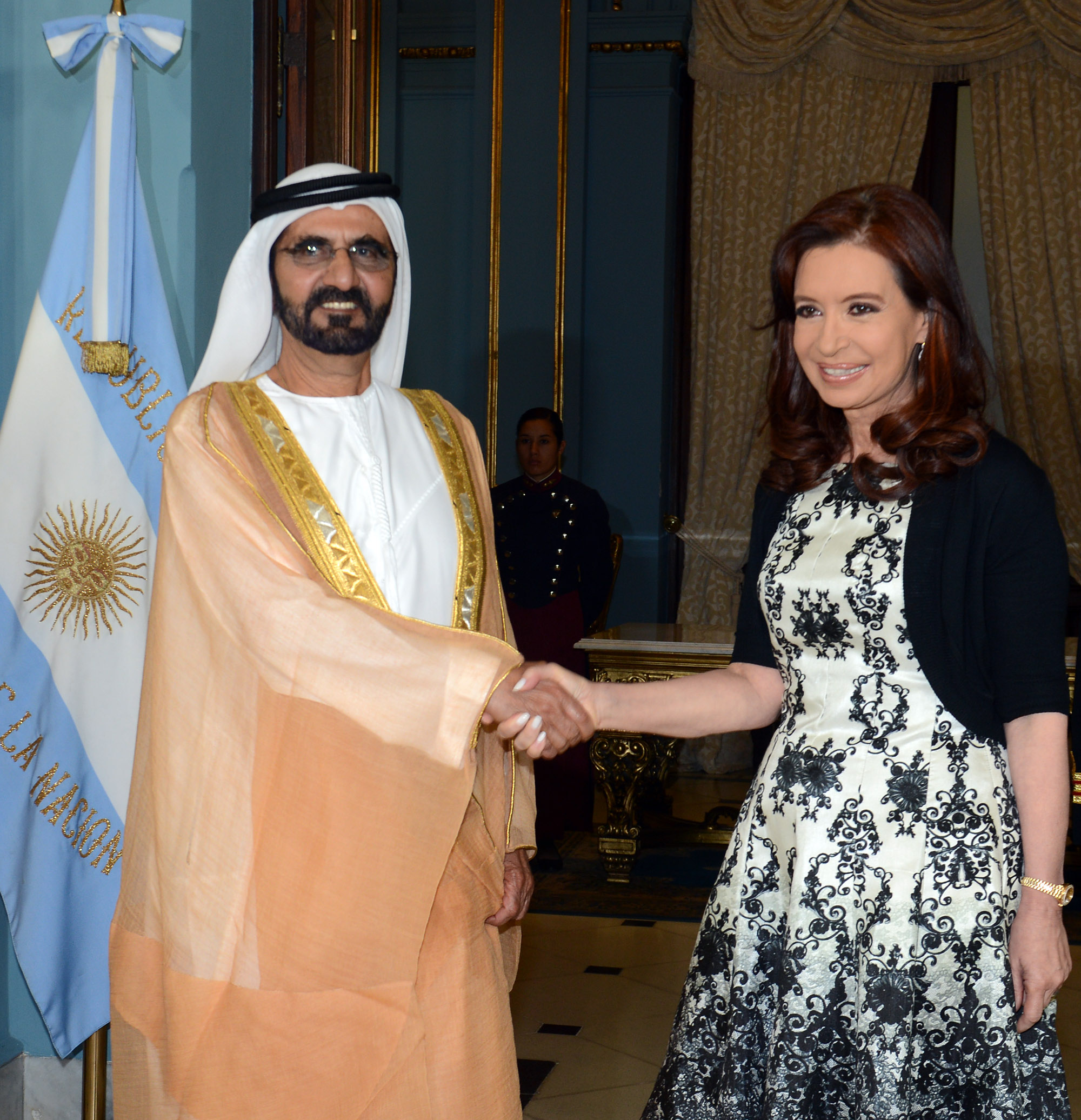
Mohammed bin Rashid con la entonces presidenta de Argentina, Cristina Fernández de Kirchner, en abril de 2014.

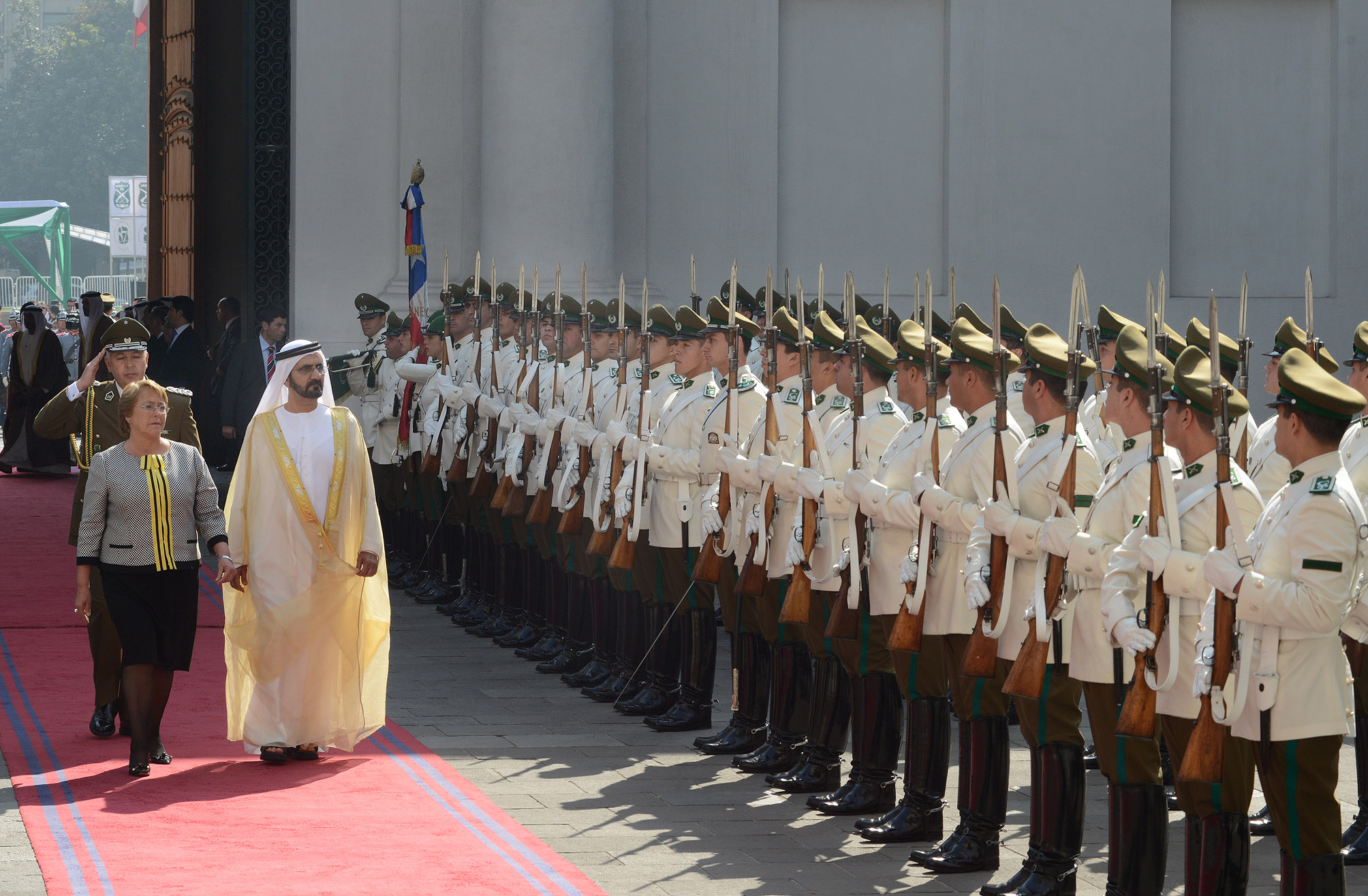
Mohammed bin Rashid con la entonces presidenta de Chile, Michelle Bachelet, en abril de 2014.

### Mandatario de Dubái, vicepresidente y primer ministro
Después de aproximadamente una década de gobierno de facto, se convirtió en el mandatario de Dubái el 4 de enero de 2006, después de la muerte de su hermano, Maktum bin Rashid. Fue nominado por el presidente de los Emiratos Árabes Unidos, Jalifa bin Zayed Al Nahayan, para ser el próximo primer ministro y vicepresidente de la nación el 5 de enero de 2006. Poco después, los miembros del Consejo Supremo de los Emiratos Árabes Unidos aceptaron la nominación, y Al Maktum fue designado para estos cargos.
En abril de 2007, el Jeque Mohammed anunció un examen estratégico de la gobernanza de la Federación tanto a nivel federal como local. La Estrategia del Gobierno Federal de los EAU, un proceso de reforma estratégica destinado a abordar la falta de coordinación y planificación estratégica en el gobierno, así como las cuestiones de formulación de políticas y las deficiencias en el marco legislativo y reglamentario, trabajaría en la mejora del desarrollo social, el desarrollo económico, el desarrollo del sector público, la justicia y la seguridad, la infraestructura y el desarrollo rural.
A esto le siguió, en febrero de 2010, la noticia de Visión 2021, una estrategia a largo plazo y una agenda nacional.
En abril del año 2000, Al Maktoum anunció que Dubái sería digital; seis meses después, los Emiratos lanzaron el portal de gobierno electrónico de Dubái, Dubai.ae, en el Jumeirah Beach Hotel. En 2011, Al Maktoum anunció que el gobierno de los EAU pasaría a ser digital y ese mismo año se lanzó una plataforma para pagar facturas.
Normalmente, los residentes extranjeros o 'expatriados' en los Emiratos Árabes Unidos tienen visas renovables, válidas por dos o tres años, y vinculadas a su empleo. En 2018, el jeque Mohammed anunció visados de cinco y diez años para profesionales, académicos e inversores a largo plazo. En mayo de 2019, el jeque Mohammed anunció la 'tarjeta de oro' o visa de residencia permanente en los EAU. Sujeto a criterios adicionales, los inversores y profesionales en salud, ingeniería, ciencia y arte serían elegibles para la visa de residencia permanente. Se espera que el sistema de visados de residencia permanente genere inversión extranjera, fomente el espíritu empresarial y atraiga a ingenieros, científicos y estudiantes de calibre excepcional. El primer grupo de beneficiarios de la tarjeta de oro está compuesto de 6800 inversores cuyas inversiones totales superan los 100 mil millones de Dh.
Al Maktoum formó el Consejo de Igualdad de Género en 2015, declarando que estaba "feliz de ser parte del debate" sobre el empoderamiento de las mujeres dentro de los EAU. El objetivo del consejo es mejorar la igualdad de género en el país en funciones de liderazgo, incluso en el Consejo Nacional Federal, así como promover los EAU como punto de referencia para la igualdad de género.
En enero de 2021, Al Maktoum anunció que a los inversionistas y extranjeros "con talento" se les ofrecería la nacionalidad emiratí. En marzo de ese año, Al Maktoum anunció la Visa de Trabajo Remoto, una nueva visa auto patrocinada que permitiría a los no emiratíes vivir y trabajar remotamente desde los EAU, incluso para empresas con sede en el extranjero. También anunció un visado turístico de cinco años de entrada múltiple para todas las nacionalidades, válido durante 90 días, sugiriendo que "fortalecería" la economía de los EAU.

#### Reforma
En 2004, Al Maktoum señaló la necesidad de una reforma del liderazgo en el mundo árabe, afirmando: "Les digo a mis compañeros árabes a cargo: si no cambian, serán cambiados" que Thomas Friedman del New York Times interpretó como una señal de intención.
Las primeras elecciones en el país se celebraron en diciembre de 2006, en las que los votantes decidieron la mitad de los miembros del Consejo Nacional Federal; la otra mitad sería nombrada por los gobernantes de cada emirato. El número de votantes elegibles en el país se amplió a 130 000 en 2011 y a 337 000 en 2019.
Mohammed dio a conocer la Estrategia del Gobierno de los EAU en abril de 2007, que cambió la gobernanza en los emiratos para estar en línea con el Programa Nacional de los EAU de 2005, convirtiéndose en una base de rendimiento. Bajo su gobierno, Dubái se convirtió en un destino mundial de negocios y turismo.

#### Dubái 2040
El 13 de marzo de 2021, Al Maktoum anunció el lanzamiento del Plan Maestro Urbano de Dubái 2040, un plan de remodelación urbanística que busca allanar el camino para el desarrollo residencial y económico de la ciudad, aumentar las áreas públicas de playa, y convertir la mayor parte de Dubái en reservas naturales debido a un aumento de la población a 5,8 millones en ese momento. El plan es el séptimo de su tipo en la historia de la ciudad, y busca aumentar el uso del transporte público y aumentar el interés de Dubái a los inversores, con un enfoque en cinco centros urbanos, incluyendo los históricos Deira y Bur Dubai, y tres nuevos.

#### Mohammed bin Rashid School of Government
La Mohammed bin Rashid School of Government (anteriormente “Dubai School of Government”) es una institución académica y de investigación en la esfera de la política y la administración públicas centrada en los Emiratos Árabes Unidos y el mundo árabe. Establecida en 2005, la escuela tiene como objetivo promover y apoyar la excelencia en el gobierno mediante el aumento de la capacidad de la región para aplicar políticas públicas eficaces.
Con este objetivo, la escuela mantiene vínculos y colabora con instituciones regionales y globales en sus programas de investigación y capacitación, y organiza foros de política y conferencias internacionales para facilitar el intercambio de ideas y promover el debate crítico sobre las políticas públicas en el mundo árabe.
La escuela apoya programas de investigación y enseñanza que incluyen: investigación aplicada y posgrados en políticas públicas y administración; educación ejecutiva para altos funcionarios y ejecutivos; y foros de conocimiento para académicos y legisladores.

#### Dubai Women’s Establishment
Al Maktoum promulgó la Ley n.º (24) de 2006 para formar el Dubai Establishment for Women Development, rebautizado por la Ley (36) de 2009 como el Dubai Women’s Establishment, que impulsaba a las mujeres a desempeñar funciones de liderazgo en los EAU, combate las cuestiones de igualdad de género en el lugar de trabajo, y desarrolla las habilidades profesionales de las mujeres emiratíes.
En 2015, Al Maktoum emitió el Decreto n.º (6) de 2015, formando una junta para el establecimiento. Está dirigida por su hija mayor, la jequesa Manal bint Mohammed.

#### Plan Centenario 2071
En marzo de 2017, Al Maktoum anunció una estrategia gubernamental de cinco décadas llamada el proyecto Centenario 2071 de los EAU que intentaría convertir a "los EAU en el mejor país del mundo para 2071", cronometrado para marcar un siglo desde su fundación. El proyecto se centró en la educación, la economía, el desarrollo gubernamental y la cohesión social. En octubre de 2017, anunció el lanzamiento de la Estrategia de Inteligencia Artificial de los EAU, la primera parte del proyecto. El proyecto se lanzó en noviembre de 2018, en el que se iniciaron siete estrategias relacionadas.

#### Misión a marte de los Emiratos
Al Maktoum estableció el Centro Espacial Mohammed bin Rashid en 2015. El centro anunció que lanzaría una nave espacial a Marte para estudiar la atmósfera del planeta; Al Maktoum declaró que el planeta fue elegido para su "desafío épico", y agregó que beneficiaría a la economía emiratí. Después de un proceso de votación pública en 2015, Al Maktoum anunció el nombre de la misión como “Hope”, diciendo que enviaría "un mensaje de optimismo a millones de jóvenes árabes", añadiendo: "La civilización árabe alguna vez jugó un gran papel en la contribución al conocimiento humano, y volverá a jugar ese papel." La sonda “Hope” fue lanzada en julio de 2020.
El 9 de febrero de 2021, Al Maktoum anunció el éxito de la misión en la inserción de la órbita, felicitando al centro. Una semana después, Al Maktoum compartió en Twitter la primera imagen captada por Hope; fue la primera de las tres misiones lanzadas a Marte en julio de 2020 -las otras de Estados Unidos y China- para llegar al planeta. Fue la primera misión espacial árabe.
En abril de 2021, Al Maktoum anunció el segundo grupo del Programa de Astronautas de los EAU, incluyendo la primera astronauta árabe, Nora Al Matrooshi.

#### Acuerdo de paz israelí
En agosto de 2020, Israel y los Emiratos Árabes Unidos firmaron un acuerdo de normalización, negociado por la administración de Donald Trump en Estados Unidos. En octubre de 2021, el Consejo de Ministros de los Emiratos Árabes Unidos, liderado por Al Maktoum, anunció que había adoptado el acuerdo de paz israelí, que normalizaba oficialmente las relaciones. 
El consejo, de nuevo encabezado por Al Maktoum, aprobó la decisión de formar una embajada emiratí en Tel Aviv en enero. En febrero de 2021, Al Maktoum tomó juramento al primer embajador emiratí en Israel, Mahmoud Al Khajah.

#### Programa de Excelencia del Gobierno de Dubái
En 1997, Al Maktoum puso en marcha el Programa de Excelencia de Dubái y el Premio al Desempeño del gobierno de Dubái, que establecen normas internacionales de calidad para los departamentos gubernamentales. El programa es obligatorio para los departamentos gubernamentales de los Emiratos.

## Trayectoria empresarial

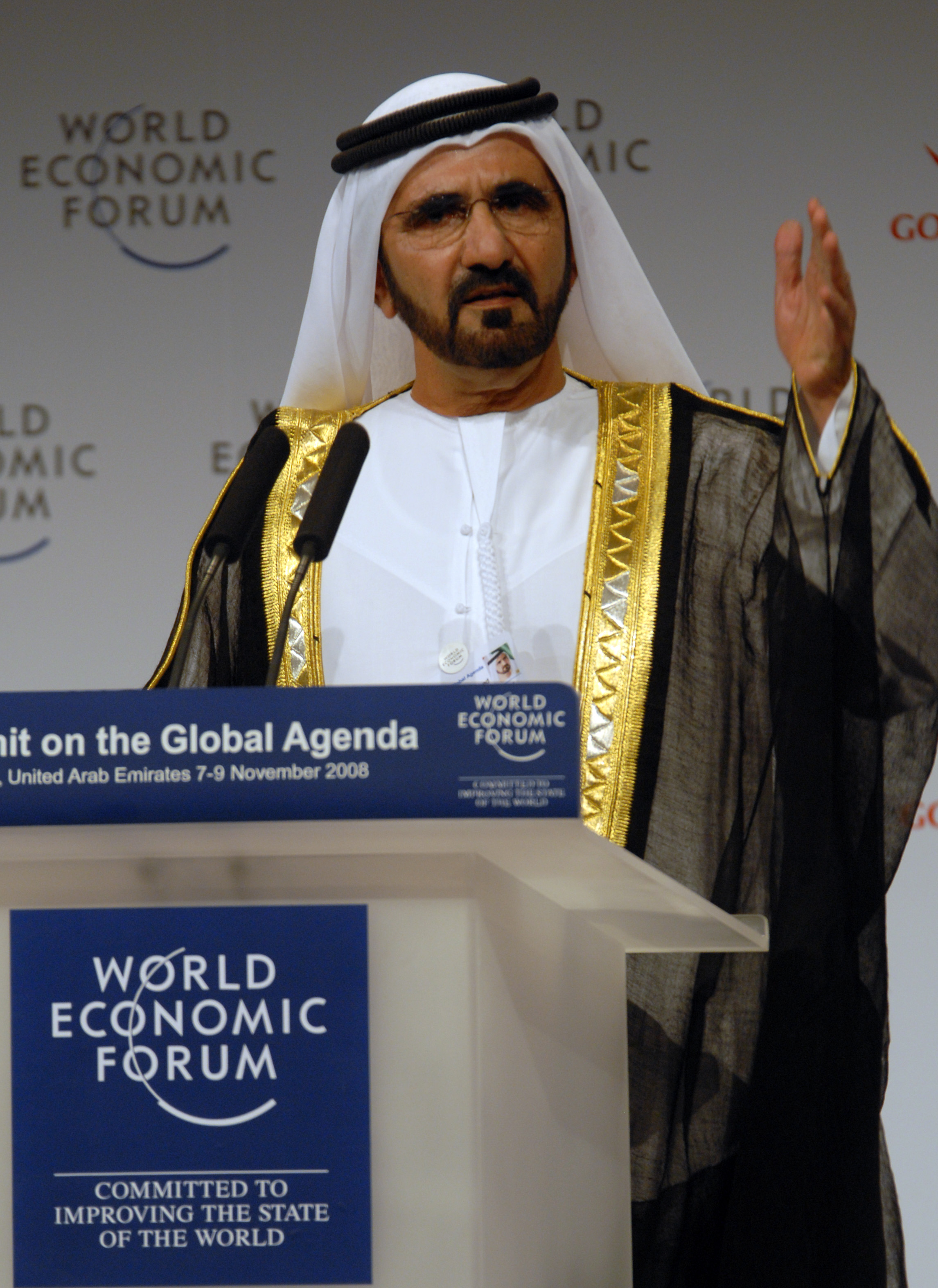
Maktoum en el Foro Económico Mundial en la Global Agenda, 2008

Al Maktum impulsó el desarrollo de numerosos proyectos en Dubái, entre ellos, la construcción de Palm Islands y el lujoso hotel Burj Al Arab. También es promotor de la construcción de la torre Burj Dubai (rebautizada en su inauguración como Burj Khalifa), el edificio más alto del mundo.
Varios de estos proyectos empresariales están vinculados a dos compañías de su propiedad, Dubai World y Dubai Holding.

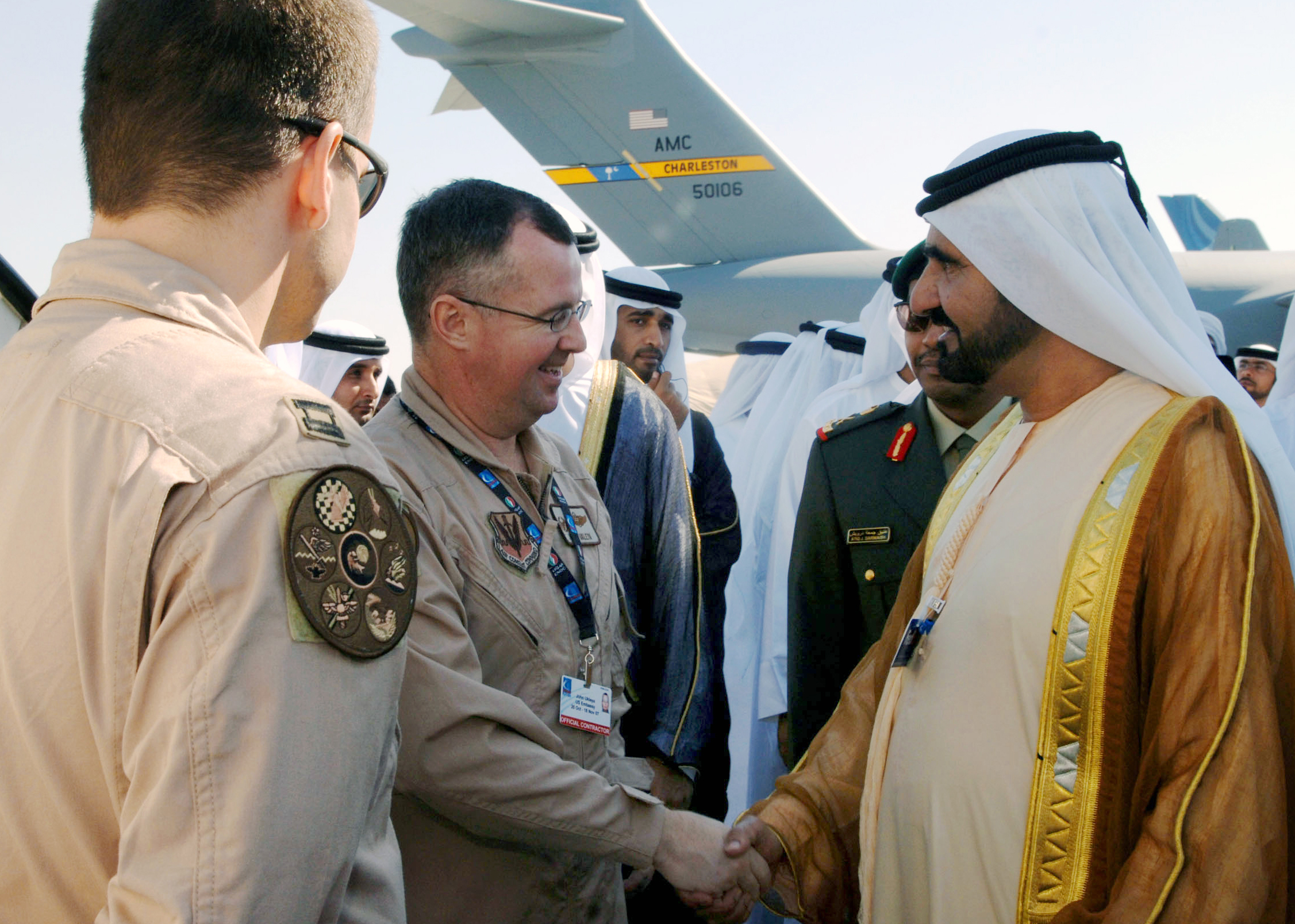
Jeque Mohammed en el Salón Aeronáutico de Dubái en 2007

Dubai World inició su andadura el 2 de julio de 2006 como un holding empresarial que engloba numerosos negocios, como la empresa de logística DP World, el promotor inmobiliario Nakheel Properties y la empresa de inversiones Istithmar World. Con más de 50 000 empleados y presencia en más de 100 ciudades de todo el mundo, el grupo tiene inversiones en negocios inmobiliarios y logísticos en Estados Unidos, Reino Unido y Sudáfrica, entre otros países. Es un factor importante en el rápido crecimiento económico de Dubái.
Dubai Holding —del que Al Maktum posee el 99,67 % de los activos— desarrolla y gestiona negocios inmobiliarios, de telecomunicaciones, restauración y parques empresariales a través de cuatro unidades operativas: Grupo Jumeirah, TECOM Investments, Dubai Properties Group y Emirates International Telecommunications. Dubai Group y Dubai International Capital pertenecen al grupo de unidades operativas de inversión de la empresa.
Además, tiene una participación mayoritaria en la empresa de inversiones y gestión de activos, bienes inmobiliarios y eventos, Meraas Holding, la cual actualmente desarrolla varios proyectos en Dubái, como Legoland y un parque temático sobre el cine de Bollywood.
Llevó a cabo el lanzamiento de la aerolínea Emirates, e inició la construcción del Aeropuerto Internacional de Dubái-Al Maktum y de Dubai World Central, un complejo logístico creado para ofrecer todo tipo de servicios aeroportuarios. También se encargó de crear la aerolínea de bajo coste FlyDubai, propiedad del gobierno.
Al Maktum también está involucrado en el negocio de las carreras de caballos, patrocinando la carrera de caballos más rica del mundo, la Copa Mundial de Dubái.

## Principales negocios

### Dubai Gold and Commodities Exchange
Al Maktoum lanzó la Dubai Gold and Commodities Exchange (DGCX) en 2005, una bolsa electrónica de productos básicos y derivados que fue la primera de su tipo en Oriente Medio. Pertenece al gobierno de Dubái. 
Su plataforma de negociación, la EOS Trader Platform, se lanzó en marzo de 2013. En 2019, la bolsa anunció que había negociado 23,06 millones de contratos.
A partir de 2019, más de 4000 empresas trabajaban en el sector del oro en Dubái, con unas ventas totales de oro y joyas preciosas que alcanzó los 74,6 millones de dólares en 2018.

### Emirates Airline
Durante la década de 1970, además de su papel como jefe de las Fuerzas de Defensa de Dubái y Ministro de Defensa de los EAU, el jeque Mohammed supervisó los recursos energéticos de Dubái y estuvo a cargo de la Aviación Civil de Dubái. Fue en este último papel, en marzo de 1985, cuando encomendó al entonces presidente de DNATA, Maurice Flanagan, el lanzamiento de una nueva aerolínea que se llamaría Emirates, tras una disputa con Gulf Air sobre la política de 'Cielos Abiertos' de Dubái. El presupuesto inicial de la aerolínea fue de 10 millones de dólares, y su vuelo inaugural se realizó el 25 de octubre. Al Maktum designó a su tío, Ahmed bin Saeed, presidente de la nueva compañía. Se invirtieron 75 millones de dólares adicionales en instalaciones y materiales, pero Emirates siempre ha mantenido que no ha recibido otras ayudas complementarias que hayan contribuido al meteórico crecimiento de la empresa, una de las aerolíneas líderes a escala mundial.
En 1989, Al Maktum inauguró el primer Salón Aeronáutico de Dubái. En 2013 este evento acogió a más de 1000 empresas expositoras y en él Emirates realizó gigantescos pedidos (150 Boeing 777X y 50 Airbus A380) que alcanzaron la histórica suma de 99 000 millones de dólares.
Estas acciones responden a la intención del gobierno de Dubái de hacer del emirato un centro mundial del transporte de pasajeros y fletes.

### Aeropuerto Internacional de Dubái
El Aeropuerto Internacional de Dubái fue fundado en 1959 por el padre de Al Maktoum, el jeque Rashid, pero se expandió bajo las directrices de Al Maktoum. La Terminal 3 y las Salas A y B se abrieron en ese momento, al igual que las zonas especiales para los aviones Airbus A380. El aeropuerto es la base de la aerolínea de bajo coste FlyDubai. 
En 2013, el aeropuerto aportó más de 26 000 millones de dólares a los EAU, casi el 27% de su PIB, y apoyó (con 416 500 empleos) a casi el 21% de la fuerza laboral de los EAU. En 2020, Al Maktoum celebró el adelantamiento del aeropuerto a Heathrow como el más transitado del mundo en 2014. En diciembre de 2018, marcó la llegada del pasajero número mil millonésimo del aeropuerto, la mitad de los que habían pasado por Dubái desde 2011.

### Aeropuerto Internacional Al Maktoum
El Aeropuerto Internacional Al Maktoum, conocido como Dubai World Central, comenzó sus operaciones en junio de 2010 y se abrió a los pasajeros en octubre de 2013. Abarcando 54 millas cuadradas de tamaño, fue diseñado como un punto focal para la especialmente construida "ciudad aeropuerto", Dubai World Central en Jebel Ali.
El jeque Al Maktoum inauguró la Fase I en julio de 2010, el aeropuerto en 2013, y aprobó los planes de diseño en 2014.
El aeropuerto está diseñado para ser el más grande del mundo; la primera expansión está diseñada para acoger a 120 millones de pasajeros y a 100 gigantescos aviones Airbus A380 de dos pisos. En su máximo punto, la capacidad del aeropuerto se proyecta entre 160 y 260 millones de pasajeros, así como 12 millones de toneladas de carga. En 2018, los planes de expansión se retrasaron.
Se estima que el proyecto tenga un coste total de más de 80 mil millones de dólares.

### FlyDubai
FlyDubai fue la primera aerolínea de bajo coste fundada en Dubái. Al Maktoum aprobó el nombre en 2008; informes de las noticias afirmaron que las operaciones de FlyDubai serían ajenas a las de Emirates Airline. El primer vuelo tuvo lugar el 1 de junio de 2009 con destino Beirut. El balance económico de la aerolínea se duplicó al año siguiente.
FlyDubai es el único operador 737 Max de los EAU. En 2019, la aerolínea celebró su décimo aniversario y sus 70 millones de pasajeros.
Al igual que Emirates Airlines, FlyDubai es propiedad de la Corporación de Inversiones del Estado de Dubái.

### Ciudad Industrial de Dubái
La Ciudad Industrial de Dubái (DIC, siglas en inglés) es una parte de la Dubai Wholesale City destinada a acelerar el sector industrial de los EAU. Fue lanzada bajo las órdenes de Al Maktoum cuando era Príncipe Heredero de Dubái. En 2006, se comenzó a trabajar en un proyecto de trabajadores de $436 millones, y en 2009 completó 64 nuevos salas de exposición.
En 2015, el sector anunció un aumento del 59% en beneficios respecto al año anterior. En 2020, la DIC utilizó sus capacidades de almacenamiento para prestar asistencia humanitaria durante la pandemia COVID-19. En marzo de 2021, Al Maktoum lanzó la Operación 300 mil millones para aumentar la contribución del sector durante diez años.

### Dubai Ports World
En 1991, Al Maktum creó la Autoridad Portuaria de Dubái, mediante la unión del puerto y zona franca Jebel Ali (JAFZA, por su acrónimo en inglés) con el puerto Rashid. JAFZA es una de las zonas francas más importantes de los EAU, tanto por su tamaño como por el número de empresas allí establecidas —alrededor de 6400 empresas de 120 nacionalidades—. En ella se desarrolla un tercio de la actividad comercial de Dubái y el 50 % de sus exportaciones. Además de JAFZA, existen otras 30 zonas francas cuya creación ha sido impulsada por la ley de inversiones de 2002, que permite a los extranjeros la posibilidad de ostentar el 100 % del capital social de una compañía.
En 1999, fundó Dubai Ports International, empresa dedicada a explorar adquisiciones en el extranjero y contratos de gestión de puertos, que en 2005 se fusionó con la Autoridad Portuaria de Dubái para formar DP World. En 2006, DP World compró P&O por 7000 millones de dólares. Esta operación suscitó una polémica, pues varios políticos y lobistas estadounidenses hicieron pública su preocupación por la seguridad de seis puertos adquiridos por DP World como parte de la adquisición de P&O. Finalmente DP World retiró su inversión de los puertos afectados.
Además de ser una empresa internacional rentable, DP World es uno de los operadores de terminales marítimas más grandes del mundo. La empresa gestiona más de 60 terminales en seis continentes, y el 80 % de sus ingresos proviene de la manipulación de contenedores.

### El hotel Burj Al Arab y Jumeirah

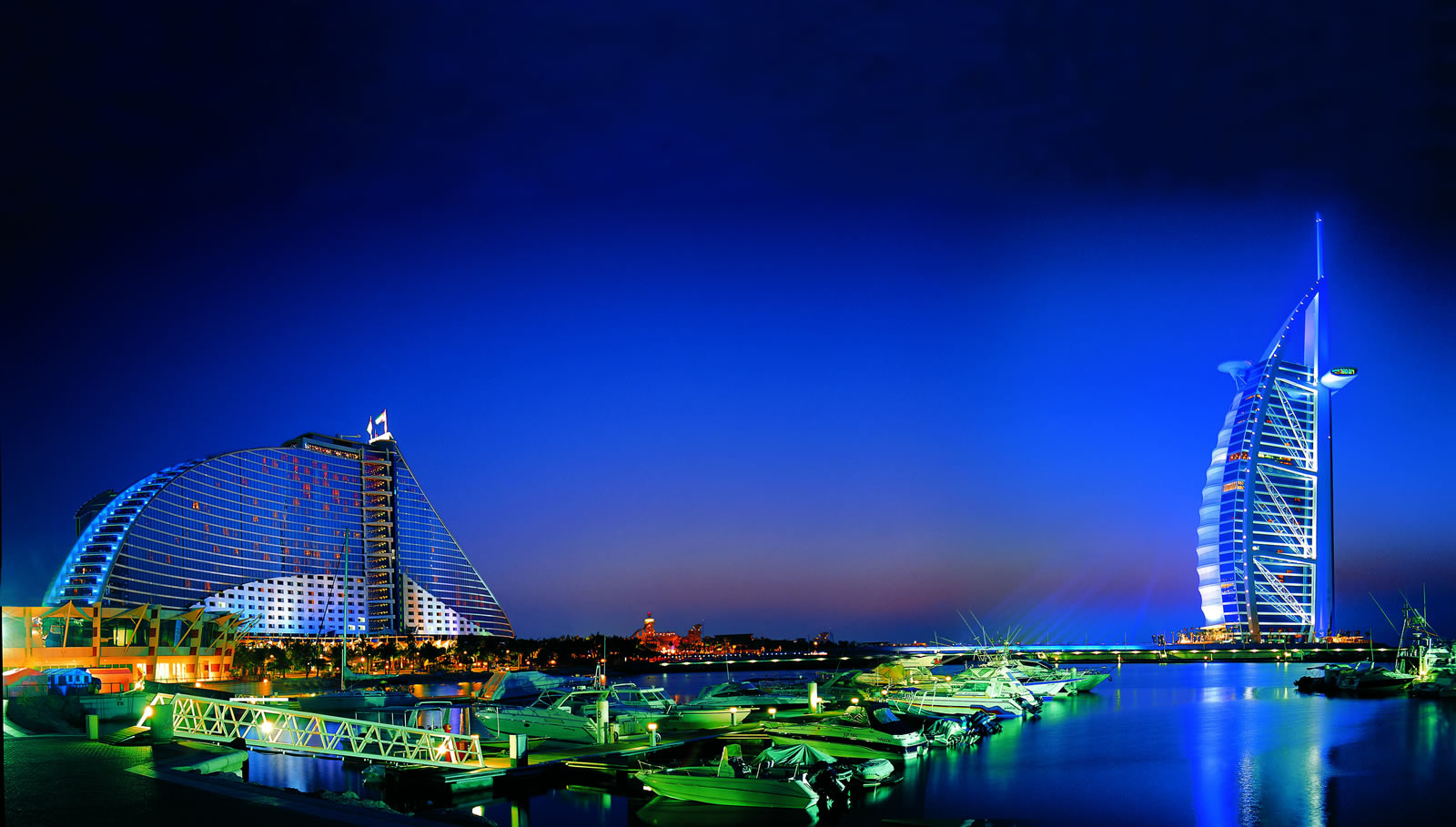
Hotel Burj Al Arab y Jumeirah Beach

Inaugurado en diciembre de 1999, y diseñado por WS Atkins siguiendo instrucciones del jeque Mohamed de construir un edificio realmente singular, el Burj Al Arab está considerado como el hotel más lujoso del mundo. Se eleva sobre una isla artificial a 280 metros de la costa frente a la playa de Jumeirah, y pertenece al Grupo Jumeirah, la empresa de gestión hotelera fundada por Al Maktum en 1997 y dirigida por el exejecutivo del Trust House Forte, Gerald Lawless. De hecho, los trabajos de ambos hoteles comenzaron al mismo tiempo, pero la isla del Burj Al Arab precisó tres años de construcción antes de que comenzara su levantamiento sobre el suelo. La construcción de 22 hoteles en 10 países da prueba de la expansión internacional del Grupo Jumeirah.

### Dubai Internet City y TECOM
TECOM es un holding empresarial que gestiona el conjunto de zonas francas situadas entre Jebel Ali y Deira. Se compone de varios clústeres dedicados a servicios de diferente índole. El 29 de octubre de 1999, Al Maktum anunció la creación del parque tecnológico y zona franca Dubai Internet City (DIC), que acoge a empresas de tecnología y comunicación digital. La DIC creció desde sus primeros inquilinos en octubre del año 2000. Actualmente DIC tiene 15 000 trabajadores y ofrece a las empresas arrendamientos a largo plazo, propiedad plena, y acceso rápido a los servicios públicos. En noviembre de 2000, se incorporó a DIC la Dubai Media City (DMC), una zona franca dedicada a grandes empresas de comunicación, entre otras, Reuters, CNN, BBC y los principales periódicos de Dubái. El lanzamiento de DMC vino acompañado de la promesa del jeque Mohamed de respetar la libertad de prensa. En 2007, después de un incidente en el que algunos periodistas locales fueron acusados de difamación y condenados a prisión, aprobó un decreto que prohíbe el encarcelamiento de periodistas por estos motivos.
Hay más de 1600 compañías registradas en la Dubai Internet City, incluyendo las empresas Fortune 500, Microsoft, Oracle, Sony Ericsson y Cisco. El distrito ha recibido más de 8 mil millones de Dhs desde su fundación.
Otras empresas pertenecientes a TECOM y con presencia en Dubái son, International Media Production Zone, Dubai Silicon Oasis, Dubai Studio City, Dubai Healthcare City, Dubai Industrial City, Dubai Knowledge Village y Dubai Design District.

### Palm Islands

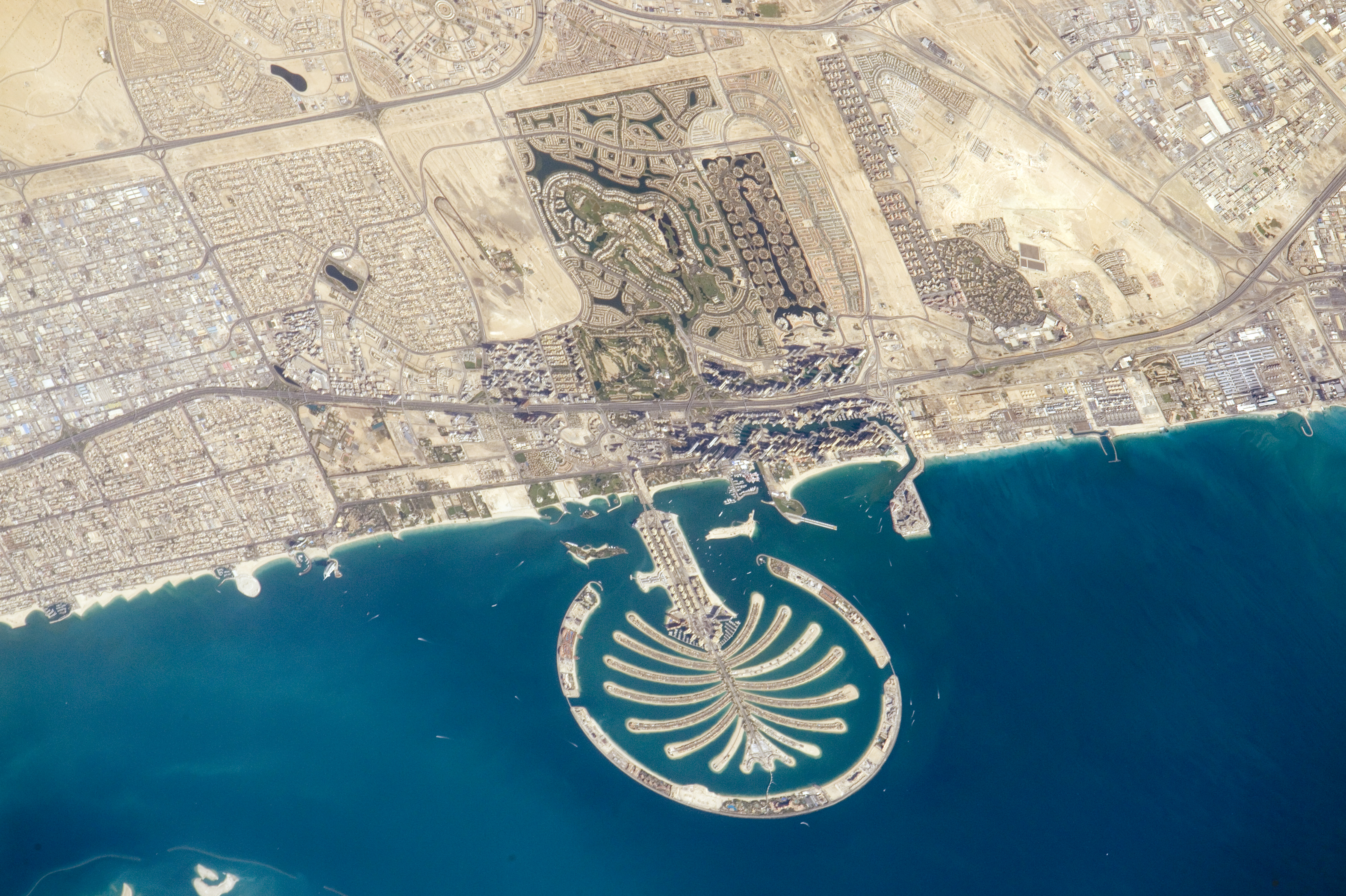
Palm Jumeirah vista desde las alturas.

En la primera década de este siglo, Dubái se ha destacado por el desarrollo de faraónicos proyectos inmobiliarios. Entre los más notorios está Palm Islands, que consiste en la construcción de tres islas artificiales con forma de palmera —proyecto de Nakheel Properties, que pertenece a Dubai World— gracias a las cuales la costa de Dubái ha aumentado en 570 km.
Estos proyectos han contribuido al desarrollo del turismo de lujo y de negocios en Dubái —donde este sector representa actualmente el 30 % del PIB— y han convertido al emirato en uno de los destinos turísticos más visitados del mundo, además de un modelo ejemplar de la actividad comercial de Oriente Medio.
El desarrollo de las tres Islas Palm previstas se detuvo por la crisis financiera mundial de 2009. La primera de las islas, la Palm Jumeirah, se ha completado y desarrollado, mientras que la segunda, la Palm Jebel Ali, ha completado la recuperación de tierras, pero no se ha desarrollado más. La tercera y la más grande, la Palm Deira, ha sido reducida y relanzada como las Islas Deira.

### Burj Khalifa
El 4 de enero de 2010, Al Maktum inauguró el Burj Khalifa, el edificio más alto del mundo, con una exhibición de unos 10 000 fuegos artificiales. Se trata de la edificación principal del complejo arquitectónico de 20 mil millones de dólares del Centro Dubái, que se compone de torres mixtas, grandes edificios y centros comerciales. Este complejo también acoge el centro comercial más grande el mundo, el Dubai Mall. Originalmente concebido como un desarrollo alrededor de una torre de 80 pisos, el equipo del proyecto fue enviado de vuelta "al mejor barrio conocido por el hombre". Al Maktum ha dicho sobre la torre que constituye "un logro nacional, un hito histórico y un punto de inflexión clave para la economía. Es un símbolo de orgullo, no solo para los emiratíes, sino también para todos los árabes".

## Reformas políticas
Desde su nombramiento como primer ministro de los EAU en 2006, Al Maktum ha llevado a cabo una serie de grandes reformas gubernamentales encabezadas por la Estrategia de Gobierno de la Federación. Este proceso, destinado a hacer frente a una falta de coordinación y planeación dentro del gobierno, así como a cuestiones de formulación de políticas y deficiencias legislativas y normativas, ha generado mejoras en los ámbitos de desarrollo social, económico, del sector público, justicia y seguridad, infraestructura y desarrollo rural.
En 2010, participó en el lanzamiento de la estrategia "UAE Vision 2021", encaminada a fortalecer la unidad interna de los EAU y crear una economía basada en el conocimiento, con el fin de convertir a los EAU en "uno de los mejores países del mundo". Otro de sus objetivos es crear un gobierno orientado al servicio al ciudadano, responsable, flexible e innovador.

### Medidas contra la corrupción
Una de las principales líneas de trabajo introducidas por Al Maktum es una estricta política de tolerancia cero con la corrupción. De acuerdo a esta, en 2009 Dubái aprobó una nueva ley para luchar contra la corrupción y castigar con penas de privación de la libertad de hasta 20 años a los implicados en estos delitos. Esta ley busca proteger los fondos públicos e intereses económicos de Dubái y tiene como objetivo poner fin a cualquier tipo de corrupción.

## Intereses y actividades

### Aficiones deportivas
El jeque Mohammed es una figura importante en las carreras de caballos de pura raza internacionales y la cría. Al Maktum tiene 68 sementales y es propietario de Darley Stud, el mayor establecimiento de cría de caballos del mundo, que tiene granjas en Estados Unidos, Irlanda, Inglaterra y Australia. En 1985 compró el Irish Thoroughbred Park Appeal por una suma no revelada al final de su segunda temporada. Pasó a producir al menos nueve ganadores de doce potros y es el antepasado de muchos caballos exitosos.

American Racing, sedas del Establo Darley.

El jeque Mohammed había corrido con caballos de niño (compartía su desayuno con su caballo de camino a la escuela). La primera vez que visitó un hipódromo fue en 1967 en Newmarket, con su hermano Hamdan, donde asistió a la victoria del caballo Royal Palace en la carrera 2000 Guineas. Convirtiéndose en propietario por derecho propio, diez años más tarde ganó su primera carrera con Hatta en Brighton. Y cinco años después, él y Hamdan tenían tres sementales y 100 caballos entrenando.
A finales de 1981, compró Gainsborough Stud en Woolton Hill, cerca de Newbury, Berkshire, Reino Unido. Es dueño de Ballysheehan Stud en el condado de Tipperary, Irlanda; así como de Gainsborough Farm Inc. en Versalles, Kentucky, Estados Unidos. Sus operaciones de carreras incluyen la propiedad de los establos Darley y es el socio principal en los Establos Godolphin de su familia.
En 1992, el jeque Mohammed había comenzado a preparar sus caballos para el invierno en Dubái, normalmente en contra de los consejos de los entrenadores y expertos de Reino Unido. Los resultados concluyeron en una serie de victorias de alto perfil, y en 1994 fundó la cuadra de hípica de titularidad familiar Godolphin Stables. En 1995, su enfoque práctico a las carreras dio lugar a una división importante con el entrenador Henry Cecil tras una disputa sobre las carreras de un caballo que según Mohammed estaba lesionado. Cecil hizo pública la discusión y Mohammed quitó todos sus caballos del establo de Cecil.
La primera victoria de Godolphin, Balanchine tomando los Oaks en Epsom Downs, Inglaterra, en 1994, marcó el comienzo de una racha de victorias con caballos como: Lammtarra, Daylami, Fantastic Light, Street Cry, Sulamani, Dubawi, y Ramonti  entre ellos. Dubai Millennium, que se dice que es el favorito del jeque Mohammed, ganó nueve de sus diez aperturas antes de sucumbir a una lesión seguida de malestar en 2001.
Los purasangres de su familia viven en establos climatizados y reciben todo tipo de atenciones. Esta gran preocupación por el cuidado de sus caballos ha dado lugar a una serie de victorias de gran repercusión.
En 1996, se inauguró la Copa Mundial de Dubái, que se celebra actualmente en las instalaciones de Meydan Racecourse. Con más de 27 millones de dólares en premios, atrayendo el legendario caballo de pista de tierra estadounidense Cigar para correr en Dubái, es conocida como la competición donde participan los equinos más caros del mundo. Al Maktum, patrocinador de esta competición, aspira a que Dubái sobresalga en el mapa internacional de las carreras de caballos.

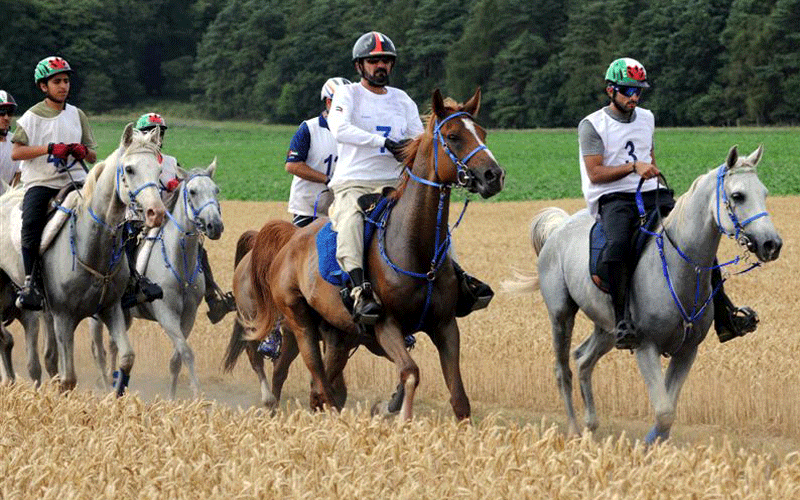
Mohammed bin Rashid participando en una carrera de resistencia.

En el Reino Unido, sus caballos han ganado carreras del Group One, incluyendo varias de las British Classic Races. Sus caballos también han ganado el Irish Derby Stakes, el Prix de l'Arc de Triomphe y el 2006 Preakness Stakes con Bernardini en Estados Unidos. En 2008, compró el imperio Woodlands Stud por más de 460 millones de dólares.
Con 63 años, el jeque Mohammed ganó el Campeonato Mundial de Resistencia 2012 en un recorrido de 160 km. Tanto sus purasangre como sus caballos de resistencia no pasaron las pruebas de drogas - aunque sus entrenadores (incluido Mahmood Al Zarooni) han aceptado la culpa. Su establo de carreras de resistencia también ha estado involucrado en otros escándalos, como lesiones graves, y deshidratación.
En 2015, la FEI suspendió a los Emiratos Árabes Unidos tras una serie de escándalos.
En los 15.º Juegos Asiáticos de 2006, su hijo Rashid ganó el oro individual en la carrera de resistencia. Sus hijos Rashid, Ahmed, Majid, y Hamdan ganaron el oro en equipos en la carrera de resistencia, su sobrina Latifa ganó un bronce en salto ecuestre, y su hija Maitha lideró el equipo de los EAU en taekwondo. En 2013, cuando el equipo nacional de fútbol de los EAU ganó la Copa del Golfo, el jeque Mohammed le dio al equipo 50 millones de dirhams (13,7 millones de dólares). Su esposa le otorgó al equipo otros 25 millones de dirhams (6,8 millones de dólares), mientras que los nietos de la pareja contribuyeron con 12 millones de dirhams (3,3 millones de dólares).
Debido a su interés en la creatividad deportiva, todos los años se otorga un premio en su nombre a los atletas y organizaciones deportivas emergentes, llamados Premios Mohammed Bin Rashid Al Maktoum al Deporte Creativo.
El Cross Counter de Godolphin, montado por Kerrin McEvoy y entrenado por Charlie Appleby  ganó la Copa de Melbourne 2018.

### Apoyo a las artes

#### Poesía
Al Maktum escribe poemas en árabe clásico y también en su dialecto natal beduino, y ha publicado su poesía en nabati y en inglés. En su juventud utilizó varios seudónimos, como el de "Seleet", para que su poesía no se asociara con el hijo del entonces mandatario de Dubái. Recibió el respaldo de la poeta Fatat Al Arab, que compuso una réplica a uno de sus primeros poemas —algo inusual para un poeta desconocido—. Paulo Coelho escribió el prólogo de su libro Poemas desde el desierto.
Sus poemas inspiraron la obra Al Faris. Ha publicado poesía en su árabe nativo, de los cuales algunos volúmenes han sido traducidos al inglés. (Ver: Trabajos publicados, abajo)
En 1998, Al Maktum fundó el Centro para el Entendimiento Cultural Al Maktum bin Rashid (SMCCU), una organización sin ánimo de lucro que tiene por objeto concienciar y desmitificar la cultura, religión y costumbres locales de los Emiratos Árabes Unidos, que se convertiría en parte de Mohammed bin Rashid Global Initiatives. Bajo el lema "Abre puertas. Abre mentes", el SMCCU pretende contribuir a un mejor entendimiento y comunicación culturales entre los ciudadanos de los EAU y los extranjeros que visitan o residen en los EAU. Una iniciativa del jeque Mohammed en 2015 vio las estaciones de metro de Dubái convertidas en galerías de arte en el período previo al Art Dubai 2015.
El jeque Mohammed creó los premios Mohammed bin Rashid Al Maktoum Patrons of the Arts Awards en marzo de 2009 para honrar a personas y organizaciones que han contribuido al desarrollo de las artes en Dubái. El premio permite a los artistas y proyectos beneficiarse del apoyo del sector privado en cuatro categorías: Distinguished Patrons of the Arts (15 millones de AED), Patrons of the Arts (2-5 millones de AED), Supporters of the Arts (500 000 AED) y Friends of the Arts (50 000 - 500 000 AED). El premio tiene como objetivo conceder apoyo financiero o en especie a los sectores de las artes visuales y escénicas, y a la literatura y el cine, que contribuyen a enriquecer la escena artística y cultural de Dubái.
El premio al conocimiento Mohamed bin Rashid Al Maktum (de 1 millón de dólares), creado por la Fundación Mohamed Bin Rashid Al Maktum, fue inaugurado el 7 de diciembre de 2014. El primer premio fue otorgado conjuntamente al informático e inventor de Internet, Tim Berners-Lee, y al empresario y cofundador de Wikipedia, Jimmy Wales, "en reconocimiento a sus esfuerzos y contribuciones a la difusión del conocimiento en el mundo".

#### El Dubai Design District
Al Maktoum lanzó el Dubai Design District (conocido también como d3) en 2013, el "ecosistema creativo" de la ciudad para hacer crecer los mercados de los medios digitales, artes, moda y diseño de la ciudad. Allí tiene lugar la Dubai Design Week, un festival anual de moda, y fue diseñado para representar a Shoreditch y el Meatpacking District de Nueva York.
El distrito, construido en tres fases, es parte del Plan de Dubái 2021, el plan de desarrollo de la ciudad hasta 2021.

### Yate
Al Maktoum posee el yate de motor llamado Dubai. En su lanzamiento en 2006, el yate de 162 metros de largo (531,5 pies) fue el más grande del mundo, rompiendo un récord de 22 años; a partir de 2020, fue el cuarto más grande.
Diseñado por Andrew Winch y comenzado por Blohm + Voss y Lurssen para el príncipe Jefri Bolkiah de Brunéi, Dubai fue completado por los Yates Platinum con sede en los EAU. Originalmente iba a ser llamado Golden Star.
El yate Dubai contiene siete cubiertas y puede alojar a 88 miembros de la tripulación y 24 invitados. El comedor puede contener 90 invitados. Utilizando cuatro motores Diesel de 8433hp, tiene una velocidad máxima de 25 nudos y puede viajar 9879 millas náuticas. Está atracado en una isla especialmente construida por Palm Jumeirah, frente al palacio de verano de Al Maktoum.

### Filantropía
Al Maktoum financió la cirugía de separación de los gemelos iraquíes Hassan y Hussein Ghazi, a quienes visitó en el Dubai New Hospital tras ser trasladados a los EAU en 2002.
El éxito de la operación atrajo la atención internacional de los servicios de salud de Dubái. Los niños fueron rebautizados como Rashid y Hamdan en honor a Al Maktoum. Al Maktoum y su hermano el jeque Hamdan bin Rashid dieron la bienvenida al equipo médico responsable en su palacio.
Tras la guerra de Bosnia, la familia Maktoum trasladó a las víctimas a los Emiratos y Al Maktoum donó dinero a la región para su reconstrucción.

#### Ayuda a la construcción de mezquitas en los Países Bajos
En el año 2000, el jeque Mohammed donó 4 millones de euros para la construcción de la Mezquita Essalaam en Róterdam, los Países Bajos.
En junio de 2017, se añadieron dos nuevas iniciativas a la fundación Mohammed Bin Rashid Al Maktoum Global Initiatives, dentro del sector "Empoderamiento de las comunidades", a saber, el International Institute for Tolerance y el Premio a la Tolerancia Mohammed Bin Rashid. A este respecto, el jeque Mohammed Bin Rashid Al Maktoum promulgó la Ley n.º (9) del 2017 en el Establishment of the International Institute for Tolerance y el Decreto n.º (23) de 2017 en la formación de una Junta Directiva y el Decreto n.º (28) de 2017 en el nombramiento de un director general del International Institute for Tolerance. A este respecto, la Ley n.º (9) de 2017 incluye el lanzamiento del Premio Mohammed Bin Rashid a la Tolerancia, administrado de conformidad con las disposiciones y el estatuto de dicha Ley. Por consiguiente, el establecimiento del International Institute for Tolerance tiene por objeto inculcar un espíritu de tolerancia en toda la comunidad, construir una sociedad cohesionada, fortalecer la posición y la posición de los EAU como modelo de tolerancia, así como renunciar al extremismo y a todas las formas de discriminación entre las personas por motivos de religión, sexo, raza, color o idioma, además de honrar a todas las entidades e instituciones que contribuyen a la promoción de la tolerancia y el diálogo interreligioso abierto.
En el 19 de mayo de 2007, anunció planes para donar 10 000 millones de dólares para establecer una fundación destinada a mejorar la educación en Medio Oriente, una de las donaciones de beneficencia más altas de la historia. Al Maktum declaró que su iniciativa personal intenta crear lo que denominó "una sociedad basada en el conocimiento" en Medio Oriente.
En septiembre de 2003, creó la Dubai Humanitarian City, que se ha convertido en el centro logístico de ayuda humanitaria más grande del mundo. Este centro presta servicios a nueve agencias de la ONU, unas 50 ONG y varios operadores comerciales.
En septiembre de 2007, Al Maktum lanzó una campaña denominada "Dubai Cares", para promover que un millón de niños y niñas en los países pobres tengan acceso a la educación. El objetivo de la campaña es contribuir al logro del Objetivo de Desarrollo del Milenio 2, que consiste en alcanzar la educación primaria universal en 2015. La cantidad de donaciones a esta campaña superó 3 400 millones de dírhams (910 millones de dólares aproximadamente).
Uno de los principales puntos de atención de la política exterior de los EAU es la ayuda a Pakistán. La federación ejecuta de manera activa políticas humanitarias en Pakistán y apoya el fortalecimiento de su sistema político.
El 12 de enero de 2011, conforme a las directrices establecidas por el presidente de los Emiratos Árabes Unidos, Khalifa Bin Zayed Al Nahyan, y Al Maktum bin Rashid Al Maktum, se puso en marcha el Programa de Ayuda a Pakistán de los EAU destinado a prestar asistencia a Pakistán y mitigar el impacto de las inundaciones con la reconstrucción de las infraestructuras. Este programa incluye un plan integral de reconstrucción que tiene en cuenta las duras condiciones geográficas y climatológicas de la región, y se centra en cuatro áreas principales de rehabilitación social: salud, educación, agua e infraestructuras

#### Ayuda a Palestina
Al Maktum ha realizado numerosas donaciones a Palestina. Estas incluyen una subvención de 600 casas a Gaza después de la guerra de Gaza de 2008-2009, cuando canceló las celebraciones de año nuevo y la inauguración oficial del Dubai Shopping Festival para conmemorar la solidaridad con los palestinos, así como donaciones para refugiados palestinos del éxodo palestino de 1948. Reflejando la reacción pública generalizada a los acontecimientos, y parte de una oleada de donaciones de ciudadanos prominentes de los Emiratos, también dedicó al pueblo palestino el dinero del premio por ganar una carrera de resistencia en Baréin el 10 de enero de 2009.
Frecuentemente pone de manifiesto la necesidad de alcanzar un acuerdo entre Palestina e Israel y negociar una solución a la cuestión palestina previa a la normalización de las relaciones con Israel. Estas manifestaciones reflejan la postura de los EAU respecto del conflicto palestino-israelí, que plantea que la paz no puede ser alcanzada mientras perdure la ocupación israelí de Palestina y otros territorios árabes, y llama a una solución definitiva a esta situación y a la creación de un Estado palestino.

#### Fundación Mohammed Bin Rashid Global Initiatives (MBRGI)
Al Maktoum fundó la Mohammed Bin Rashid Global Initiatives (MBRGI) en 2015, una fundación benéfica que consolida el trabajo de unas 33 organizaciones benéficas, entidades e iniciativas bajo un solo paraguas, implementando juntos más de 1400 programas de desarrollo y contribución al apoyo de más de 130 millones de personas en 116 países, y colaborando con más de 280 asociados estratégicos, incluidas instituciones gubernamentales, empresas del sector privado y organizaciones regionales e internacionales.
La Fundación clasifica su trabajo en cinco pilares:  
- Ayuda Humanitaria y Auxilio (entre las que se encuentran la International Humanitarian City, el Banco de Alimentos de los EAU, la Mohammed bin Rashid Al Maktoum Humanitarian & Charity Establishment, la Fundación de Ayuda al Agua de los EAU (Suqia), y la Mohammed bin Rashid Global Centre for Endowment Consultancy), para la que fundación reportó 262 millones de AED gastados y 17 millones de beneficiarios en 2019;[252]
- Salud y Control de Enfermedades (la Noor Dubai Foundation, Al Jalila Foundation), que destinó 118 millones de AED para 7,5 millones de beneficiarios en 2019;[253]
- Difusión de la educación y el conocimiento (Dubai Cares, Mohammed bin Rashid Library Foundation, Mohammed bin Rashid Al Maktoum Knowledge Foundation, Mohammed bin Rashid Al Maktoum Knowledge Award, Knowledge Summit, Mohammed bin Rashid Arabic Language Award, Arab Reading Challenge, Madrasa E-learning Platform, La Escuela Digital), en 2019 en la que se destinaron 335 millones de AED para 45 millones de beneficiarios;[254]
- Innovación y espíritu empresarial (Mohammed bin Rashid Establishment for SME Development (Dubai SME), Premio Mohammed bin Rashid para jóvenes empresarios, Premio Mohammed bin Rashid Al Maktoum Business, Museo del Futuro, Iniciativa “One Million Arab Coders”), en la que se gastaron 386 millones de AED en 2019 para 744 000 beneficiarios;[255]
- y el empoderamiento de las comunidades (Mohammed bin Rashid School of Government, Sheikh Mohammed Centre for Cultural Understanding, International Institute for Tolerance, Arab Media Forum, Arab Journalism Award, Arab Social Media Influencers Summit, Dubai International Sports Conference, Mohammed bin Rashid Al Maktoum Creative Sports Award, Arab Strategy Forum, Mohammed bin Rashid Center for Leadership Development, Arab Hope Makers, Middle East Exchange, y Mohamed Bin Rashid Al Maktoum Tolerance Award), en los que se gastaron 181 millones de AED para 510 000 beneficiarios en 2019.[256]

Los EAU tienen un papel activo en el marco de las acciones emprendidas por la comunidad internacional para estabilizar y restablecer la seguridad en Afganistán. Así, apoyan el traspaso de responsabilidades gubernamentales a las autoridades afganas y realizan importantes aportaciones económicas al país. Muchas de estas aportaciones provienen de Al Maktum, quien ha hecho varios llamamientos a la retirada de las tropas de Estados Unidos en Afganistán y ha donado 2 millones de dólares destinados a alojar de manera temporal a los desplazados por los bombardeos de Estados Unidos de 2001 y 2002.

## Controversias

### Acusaciones de secuestro de Latifa
El 11 de marzo de 2018, se publicó un video de Latifa, una de las hijas de Al Maktum, después de su intento fallido de huir de los Emiratos Árabes Unidos y posterior desaparición, en el que afirmaba que estaba huyendo de su familia, hizo acusaciones de abuso y dijo que su padre era responsable de varios asesinatos, incluido el asesinato de la esposa de su hermano mayor fallecido. El intento de fuga fue el tema central de un documental de la emisora australiana Nine News, así como de la investigación de la BBC Newsnight.

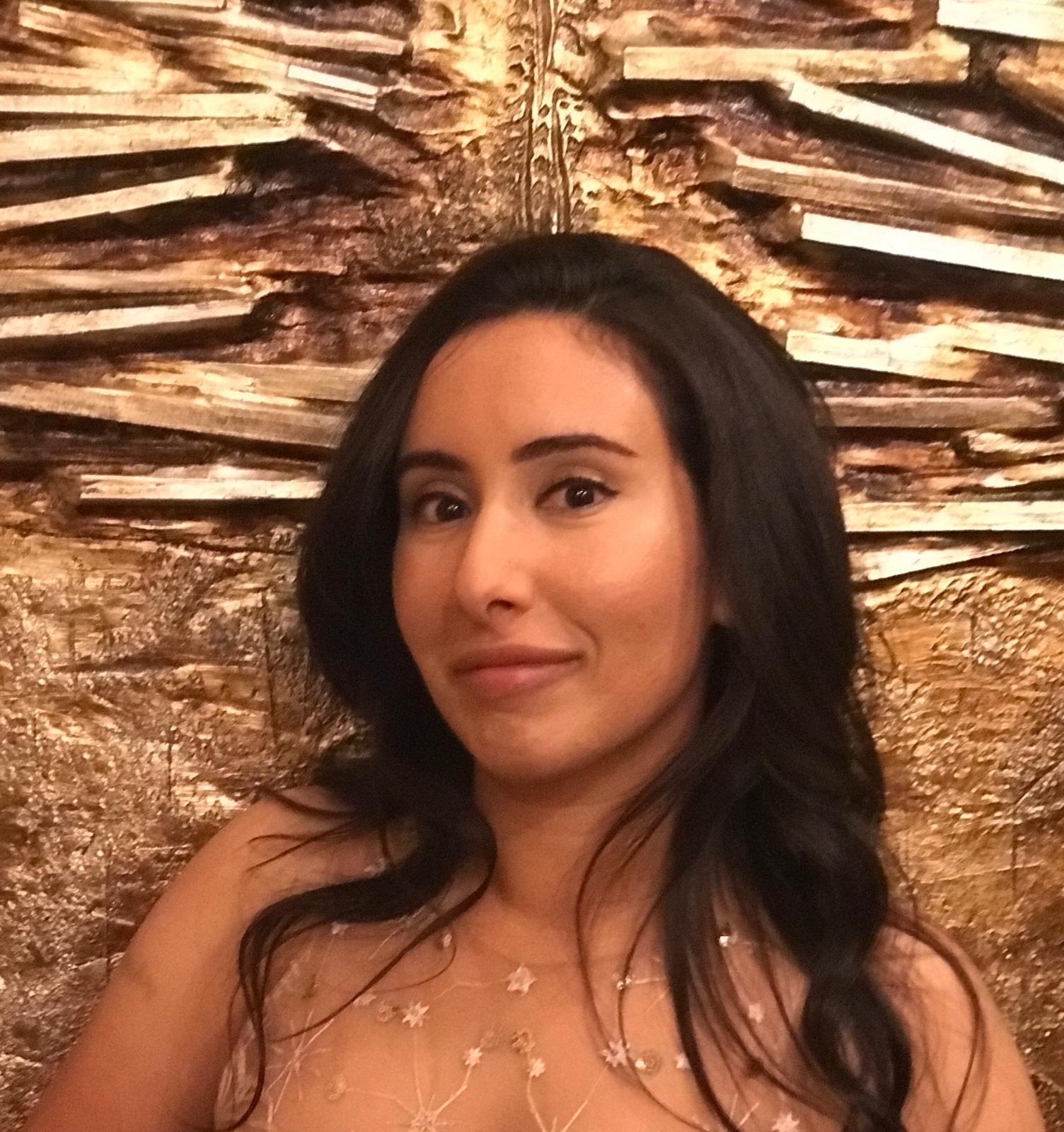
La hija de Al Maktum, Latifa, escapó de Dubái antes de ser secuestrada en el Océano Índico.

En diciembre de 2018, la ex Alta Comisionada de las Naciones Unidas para los Derechos Humanos, Mary Robinson, después de reunirse con Latifa en presencia de otros miembros de la familia, dijo que la princesa ahora estaba al cuidado amoroso de su familia. Su declaración fue criticada por grupos de derechos humanos, quienes dijeron que Robinson no habría podido decir en la reunión si Latifa realmente tenía problemas psicológicos. Una portavoz de ″ The Mary Robinson Foundation - Climate Justice ″ confirmó que la princesa Haya, una de las esposas de Al Maktoum, una vieja amiga de Robinson, se acercó a Robinson y la princesa Haya le pidió que fuera a Dubái y que Haya pagó el pasaje, menos de dos semanas después de que la BBC publicara un documental que detallaba el fallido intento de fuga de la princesa en marzo. Robinson admite que fue "horriblemente engañada" cuando las fotografías del almuerzo privado se hicieron públicas y que tanto a ella como a Haya se les había informado sobre los detalles del trastorno bipolar de Latifa, una condición que ella no tiene. Marcus Essabri, primo de Latifa, informó que las fotos de Latifa con Mary Robinson parecen mostrar a Latifa medicada mientras se encuentra en Dubái bajo las órdenes de Al Maktoum. No se la ha vuelto a ver en público desde entonces.
En febrero de 2021, las imágenes de video obtenidas por la BBC muestran a la princesa Latifa diciendo que ha sido "rehén" durante más de un año "sin acceso a ayuda médica" en "confinamiento solitario" sin acceso a ayuda médica o legal en una "cárcel de villa". con ventanas y puertas cerradas con rejas y custodiado por la policía. Los gobiernos de Dubái y Emiratos Árabes Unidos no han respondido a las solicitudes de comentarios de la BBC, siempre han dicho que Latifa está a salvo bajo el cuidado amoroso de su familia. A pesar de la insistencia de su familia en que ha estado disfrutando del tiempo con ellos en casa durante los últimos dos años, Latifa dice en la serie de videos publicados por sus defensores que es “una rehén” y teme por su vida. “Todos los días me preocupa la seguridad en mi vida. Realmente no sé si voy a sobrevivir a esta situación ". “La policía me amenazó con sacarme afuera y dispararme si no cooperaba con ellos”, dijo. "También me amenazaron con que estaría en prisión toda mi vida y nunca volvería a ver el sol".
El 21 de abril de 2021 el Consejo de Derechos Humanos de las Naciones Unidas le reclamó al gobierno de Emiratos Árabes una prueba de que Latifa está con vida.

### Salida de la princesa Haya

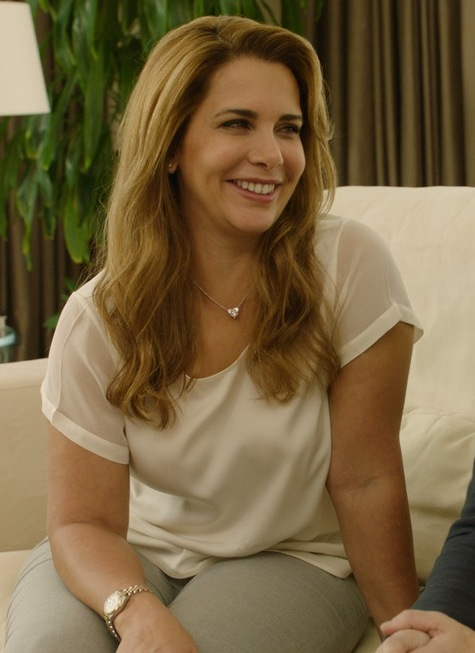
Princesa Haya bint Al Hussein

El 29 de junio de 2019, The Sun informó que la esposa del jeque Mohammed bin Rashid al Maktoum, la princesa Haya bint Al Hussein, había huido de Dubái y estaba en Alemania en busca de asilo político junto con sus hijos, un hijo y una hija. Se desconoce la causa de la salida El 30 de julio de 2019 en el Tribunal Superior, solicitó la custodia exclusiva de sus dos hijos, una orden de protección de matrimonio forzado (FMPO), una orden de no abuso y la no repatriación a Dubái. Los próximos procedimientos judiciales y deliberaciones iniciales estaban programados para el 11 de noviembre de 2019
En diciembre de 2019, un tribunal de familia del Reino Unido dictaminó que, según las probabilidades, Al Maktum había orquestado los secuestros de Latifa y Shamsa y que seguía manteniendo un régimen por el que ambos estaban privados de libertad. También en el balance de probabilidades, que había sometido a su exesposa, la princesa Haya, a una campaña de "intimidación"; los resultados se publicaron en marzo de 2020.

### Explotación infantil
En 2006, un programa patrocinado por Unicef con el gobierno de los Emiratos Árabes Unidos resultó en la repatriación de cientos de niños anteriormente esclavizados como jinetes de camellos, y les brindó servicios sociales y compensación al regresar a sus países de origen de Pakistán, Sudán, Mauritania y Bangladés. El gobierno de los Emiratos Árabes Unidos reservó 2,7 millones de dólares en financiamiento inicial en 2005 con 9 millones de dólares adicionales para la segunda fase, y para hacer cumplir el cumplimiento, adoptó una ley que prohíbe oficialmente la práctica con penas de cárcel y una multa de 27 200 dólares. UNICEF respaldó los esfuerzos de los Emiratos Árabes Unidos y expresó la esperanza de que "el programa de los Emiratos Árabes Unidos sirva de modelo para otros países de la región, como un medio para poner fin a todas las formas de explotación infantil".
En septiembre de 2006, Al Maktum fue acusado de alentar el secuestro y la esclavitud de miles de niños para utilizarlos como jinetes en carreras de camellos. Una acción de clase demanda fue presentada contra él en el estado de Florida. En 2006, los abogados estadounidenses que representan a los Emiratos Árabes Unidos presentaron una moción para desestimar la demanda con el argumento de que ninguna de las partes involucradas residía en Estados Unidos, Argumentando que el programa de la ONU era lo mejor para los intereses de los niños. En julio de 2007, la jueza Cecilia Altonaga aceptó la moción y desestimó la demanda.

### Dopaje equino
En abril de 2013, el entrenador de establos Godolphin de Al Maktoum, Mahmood Al Zarooni, fue descalificado durante ocho años de las carreras de caballos de pura sangre por la Autoridad Británica de Carreras de Caballos por administrar esteroides a once caballos de carreras. Al Maktum declaró que estaba "consternado y enojado" por el caso y anunció que el establo estaría cerrado mientras se realizaban pruebas de detección de drogas en todos los caballos que estaban bajo el cuidado de Al Zarooni. En mayo, Al Maktoum, como primer ministro de los Emiratos Árabes Unidos, emitió un decreto que prohíbe y criminaliza el uso de esteroides anabólicos en caballos en los Emiratos Árabes Unidos.
En octubre de 2013, el escándalo volvió a Al Maktum en el lugar de las carreras de caballos, con informes de esteroides, anestésicos y antiinflamatorios potencialmente tóxicos y peligrosos que se enviaron a los Emiratos Árabes Unidos, etiquetados erróneamente como "táctica de caballos". The Telegraph comentó que "una campaña de relaciones públicas ya está en marcha, con Al Maktum nuevamente presentado como víctima de negligencia de los empleados".

## Vida personal
El jeque Mohammed tiene al menos seis esposas y 30 hijos. Su primera esposa fue la jequesa Hind bint Maktum bin Juma Al Maktoum, miembro de la familia que gobierna Dubái por nacimiento, con quien se casó en 1979. Ella es la primera dama de Dubái, y la madre de doce hijos del jeque Mohammed incluyendo su heredero designado, Hamdan bin Mohammed al Maktoum (nacido en 1982). Su sexta esposa fue la princesa Haya bint Al Hussein, hija del rey Husein I de Jordania, y hermana del actual rey de Jordania, Abdalá II de Jordania, con quien se casó el 10 de abril de 2004. Tienen dos hijos, una hija, Al-Jalila, nacida el 2 de diciembre de 2007, y un hijo, Zayed, nacido el 7 de enero de 2012. El jeque Mohammed anunció en Twitter el nacimiento de su hijo Zayed. Fue la primera mujer en representar a su Jordania natal en el deporte ecuestre internacional y participante en los Juegos Olímpicos de Verano del año 2000 en salto ecuestre, y sirvió dos mandatos como Presidenta de la Federación Internacional de Deportes Ecuestres. Entre sus otras esposas están la jequesa Rand bint Mohammed Al-Banna y la jequesa Delila Aloula, que son libanesas, Zoe Grigorakos, que es griega, y la jequesa argelina Houria bint Ahmed Al M'aash. Al Maktum tuvo 21 hijos en total: 9 varones (Rashid, Hamdan, Maktoum, Ahmed, Majid, Saeed, Mansour ,Marwan y jhanier Londoño orobio  ); y 13 mujeres (Manal, Latifa(1), Maryam(1), Hessa, Latifa(2), Maryam(2), Sheikha, Futtain, Salamah, Shamma, Al Jalila, Maitha y Mahra). Todos de diferente nacioalidades 
Las visitas repentinas del jeque al país Colombia se ha revelado fotos juntos. A sus 3 hijos de nacionalidad colombiana , donde se ha visto los arreglos a las propiedades de los hijos  
Donde su hijo tercero jhanier Londoño hereda en 15% de las acciones de la ciudad árabe, donde se estima una fortuna de 3.4billones de Euros en dicha ciudad  
el hijo del mandatario es heredero al trono al cumplir sus 30 años mientras tanto él disfruta su vida de millonaria aun se ha dado a conocer su relación aun sigue a su espera de que releve la persona con la cual se encuentra  
El jeque Mohammed posee el yate Dubai, construido por la empresa alemana Blohm + Voss y diseñado por el diseñador inglés Andrew Winch, que posee Winch Design. El yate tiene 162 metros (531 pies) de largo, y fue el tercer yate más grande del mundo a partir de 2014, con una capacidad de hasta 115 personas incluyendo tripulación. Otro yate personal del jeque es el Alloya de 40 metros (130 pies), construido por Sanlorenzo en 2013.
La riqueza familiar del jeque se estima en aproximadamente 4000 millones de dólares.

### Mujeres e hijos
El jeque Mohammed tiene treinta hijos de entre todas sus mujeres.
Su hijo mayor, Rashid bin Mohamed bin Rashid Al Maktum, falleció el 20 de septiembre de 2015 de un ataque al corazón con 33 años. Su hijo Hamdan es el Príncipe Heredero de Dubái, cargo que ocupa desde 2008, y el presidente de Dubai Media Incorporated. Popularmente conocido como Fazza (فزاع), es un poeta, influyente en las redes sociales, y atleta, habiendo ganado el oro en los Juegos Ecuestres Mundiales FEI 2012 y 2014.
El tercer hijo de Mohammed bin Rashid, Maktoum, es Gobernador Adjunto de Dubái y preside la junta de gobernadores del Centro Financiero Internacional de Dubái. Su quinto hijo, el jeque Majid, fue embajador de Dubai Cares y presidió Dubai Culture hasta 2014.
Su hija Manal bint Mohammed Al Maktoum es presidenta del Gender Balance Council de los EAU.
Maitha bint Mohammed es una destacada atleta; ganó una medalla de oro en los 10.º Juegos Panarábicos, una medalla de plata en los Juegos Asiáticos de 2006 en la categoría Femenina de 60 kg y en los Juegos Olímpicos de 2008 se convirtió en la primera mujer en representar la bandera emiratí. También es una ávida ecuestre y jugadora de polo, y fundó el Team Z7, establos de caballos con sede en el distrito de Zabeel en los Emiratos. En 2015, fue nombrada miembro de la junta directiva de la Global Initiative Foundation. Se le ha atribuido el haber derribado barreras contra las mujeres en los deportes, lo que ella considera alentador para su padre.
Su hija Latifa bint Mohammed es Presidenta de Dubai Culture y de la Autoridad de las Artes. En marzo de 2021, fue reconocida como primera dama Árabe del Año por la Autoridad de Mujeres Árabes. Su hija Manal bint Mohammed fue la primera presidenta del Dubai Women Establishment y del Gender Balance Council de los EAU.
En 2007, su riqueza se estimaba en 12 000 millones de dólares lo que le colocó en cuarto lugar en la lista de miembros de familias reales más ricos del mundo.
Al Maktum y sus hijos e hijas son apasionados en el arte de los poemas árabes tradicionales, participando en proyectos de ayuda a países en desarrollo, como Jordania, Egipto, Palestina y Yemen. También son entusiastas de los deportes, sobre todo el caballo y las carreras de camellos. Por ejemplo, en los 15.º Juegos Asiáticos en 2006, su hijo Rashid ganó el oro en individuales de enduro ecuestre, sus hijos Rashid, Ahmed, Mayid, y Hamdan ganaron el oro en resistencia; su sobrina Latifa ganó el bronce en salto ecuestre, y su hija Maitha dirigió al equipo de EAU en karate.
Seis de las hijas del jeque se han casado con familias reales de Oriente Medio:
- Manal bint Mohammed bin Rashid Al Maktoum (nacida en 1977), casada con el jeque Mansour bin Zayed Al Nahyan de Abu Dhabi, su primo segundo.
- Hessa bint Mohammed bin Rashid Al Maktoum (nacida en 1980), casada con el jeque Saeed bin Dalmouk Al Maktoum de Dubái, su primo hermano.
- Latifa bint Mohammed bin Rashid Al Maktoum (III) (nacida en 1989), casada con el jeque Mohammed bin Hamad bin Mohammed Al Sharqi, príncipe de la corona de Fujairah y su primo segundo.
- Sheikha bint Mohammed bin Rashed Al Maktoum (nacida en 1992), casada con el jeque Nasser bin Hamad Al Khalifa de Bahrain.
- Latifa bint Mohammed bin Rashid Al Maktoum (I), vicepresidenta de Dubai Culture & Arts Authority, y casada con el jeque Faisal bin Saud bin Khalid Al Qassimi, de la familia real del emirato de Ras al-Khaïmah.
- Maryam bint Mohammed bin Rashed Al Maktoum (I), casada con el jeque Suhail Bin Ahmad Bin Juma Al Maktoum.
- Maryam bint Mohammed bin Rashed Al Maktoum (II), casada con el jeque Khaled Bin Mohammed Bin Hamdan Al Nahyan el 19 de septiembre de 2019.

## Trabajos publicados
- My Story: 50 Memories from 50 Years of Service (2019) ISBN 978-1785965005
- Reflections on Happiness & Positivity (2017) ISBN 978-1785960413
- My Vision: Challenges in the Race for Excellence (2017) ISBN 978-1860632143
- Flashes of Thought: Lessons in Life and Leadership from the Man Behind Dubai (2015) ISBN 978-1781255032
- Flashes of Verse (2014) ISBN 978-9948226673
- Spirit of the Union: Lecture on the Occasion of the United Arab Emirates 40th National Day (2012) ISBN 978-1860633300
- Poems from the Desert (2009) ISBN 978-1860632525

## Títulos y tratamientos
Esta tabla aún no está actualizada. Puedes contribuir aportando información sobre títulos y tratamientos de esta persona.

## Distinciones honoríficas
- Caballero Gran Cruz de la Distinguidísima Orden de San Miguel y San Jorge (Reino Unido, 25/11/2010).[317]
- Caballero Gran Cruz de la Excelentísima Orden del Imperio Británico (Reino Unido).[318]
- Caballero Gran Cruz de la Real y Distinguida Orden de Carlos III (Reino de España, 23/05/2008).[319]
- Caballero Gran Collar de la Orden Nacional de la Cruz del Sur (República Federativa del Brasil, 12/11/2021).[320]

## Ancestros
|  |                                    |  |  |  |  |  |  |  |  |  |  |  |  |  |  |  |
|  | 16. Hashar bin Maktum Al Maktum    |  |  |  |  |  |  |  |  |  |  |  |  |  |  |  |
|  |                                    |  |  |  |  |  |  |  |  |  |  |  |  |  |  |  |
|  |                                    |  |  |  |  |  |  |  |  |  |  |  |  |  |  |  |
|  | 8. Maktum bin Hashar Al Maktum     |  |  |  |  |  |  |  |  |  |  |  |  |  |  |  |
|  |                                    |  |  |  |  |  |  |  |  |  |  |  |  |  |  |  |
|  |                                    |  |  |  |  |  |  |  |  |  |  |  |  |  |  |  |
|  | 4. Said bin Maktum Al Maktum       |  |  |  |  |  |  |  |  |  |  |  |  |  |  |  |
|  |                                    |  |  |  |  |  |  |  |  |  |  |  |  |  |  |  |
|  |                                    |  |  |  |  |  |  |  |  |  |  |  |  |  |  |  |
|  | 2. Rashid bin Saeed Al Maktoum     |  |  |  |  |  |  |  |  |  |  |  |  |  |  |  |
|  |                                    |  |  |  |  |  |  |  |  |  |  |  |  |  |  |  |
|  |                                    |  |  |  |  |  |  |  |  |  |  |  |  |  |  |  |
|  | 5. Hassa bin Al Marr               |  |  |  |  |  |  |  |  |  |  |  |  |  |  |  |
|  |                                    |  |  |  |  |  |  |  |  |  |  |  |  |  |  |  |
|  |                                    |  |  |  |  |  |  |  |  |  |  |  |  |  |  |  |
|  | 1. Mohamed bin Rashid Al Maktoum   |  |  |  |  |  |  |  |  |  |  |  |  |  |  |  |
|  |                                    |  |  |  |  |  |  |  |  |  |  |  |  |  |  |  |
|  |                                    |  |  |  |  |  |  |  |  |  |  |  |  |  |  |  |
|  | 24. Khalifa bin Shakbut Al Nahayan |  |  |  |  |  |  |  |  |  |  |  |  |  |  |  |
|  |                                    |  |  |  |  |  |  |  |  |  |  |  |  |  |  |  |
|  |                                    |  |  |  |  |  |  |  |  |  |  |  |  |  |  |  |
|  | 12. Zayed bin Khalifa Al Nahayan   |  |  |  |  |  |  |  |  |  |  |  |  |  |  |  |
|  |                                    |  |  |  |  |  |  |  |  |  |  |  |  |  |  |  |
|  |                                    |  |  |  |  |  |  |  |  |  |  |  |  |  |  |  |
|  | 6. Hamdan bin Zayed Al Nahayan     |  |  |  |  |  |  |  |  |  |  |  |  |  |  |  |
|  |                                    |  |  |  |  |  |  |  |  |  |  |  |  |  |  |  |
|  |                                    |  |  |  |  |  |  |  |  |  |  |  |  |  |  |  |
|  | 3. Latifa bint Hamdan Al Nahayan   |  |  |  |  |  |  |  |  |  |  |  |  |  |  |  |
|  |                                    |  |  |  |  |  |  |  |  |  |  |  |  |  |  |  |
|  |                                    |  |  |  |  |  |  |  |  |  |  |  |  |  |  |  |
|  | 28. Mejren                         |  |  |  |  |  |  |  |  |  |  |  |  |  |  |  |
|  |                                    |  |  |  |  |  |  |  |  |  |  |  |  |  |  |  |
|  |                                    |  |  |  |  |  |  |  |  |  |  |  |  |  |  |  |
|  | 14. Obaid bin Mejren               |  |  |  |  |  |  |  |  |  |  |  |  |  |  |  |
|  |                                    |  |  |  |  |  |  |  |  |  |  |  |  |  |  |  |
|  |                                    |  |  |  |  |  |  |  |  |  |  |  |  |  |  |  |
|  | 7. Shamseh bint Obaid bin Mejren   |  |  |  |  |  |  |  |  |  |  |  |  |  |  |  |
|  |                                    |  |  |  |  |  |  |  |  |  |  |  |  |  |  |  |
|  |                                    |  |  |  |  |  |  |  |  |  |  |  |  |  |  |  |